# Republic F-105 Thunderchief
Republic F-105 Thunderchief (Thần sấm), thường được các đội bay gọi là "Thud", là một kiểu máy bay tiêm kích-ném bom siêu thanh được Không quân Hoa Kỳ sử dụng. Chiếc F-105 đạt được tốc độ Mach 2 phải chịu đựng gánh nặng tấn công ném bom bên trên Bắc Việt Nam trong giai đoạn đầu của Chiến tranh Việt Nam. Một phiên bản hai chỗ ngồi Wild Weasel sau đó được sử dụng trong vai trò chuyên biệt SEAD áp chế các vị trí tên lửa đất-đối-không đối phương.
Như là kiểu tiếp nối cho chiếc F-100 đạt được tốc độ Mach 1, chiếc F-105 cũng được trang bị tên lửa và một khẩu pháo; tuy nhiên, thiết kế của nó được dành cho nhiệm vụ xâm nhập tốc độ cao ở tầm thấp mang theo một bom nguyên tử duy nhất bên trong thân. Bay chuyến bay đầu tiên năm 1955, chiếc Thunderchief được đưa vào hoạt động từ năm 1958. Là kiểu máy bay chiến đấu một động cơ lớn nhất mà Không quân Hoa Kỳ từng có, chiếc máy bay F-105 một chỗ ngồi phù hợp để mang một lượng bom mảnh lớn hơn chiếc máy bay ném bom chiến lược mười người bốn động cơ thời Thế Chiến II. Chiếc F-105 được ghi nhớ nhiều nhất như là máy bay tấn công ném bom chủ yếu tại Bắc Việt Nam trong giai đoạn đầu của Chiến tranh Việt Nam. Đã có hơn 20.000 phi vụ được Thunderchief thực hiện, với 382 máy bay bị mất (gần phân nửa tổng số 833 chiếc được chế tạo) bao gồm 62 thiệt hại khi vận hành. Mặc dù nó không có sự nhanh nhẹn như những chiếc máy bay tiêm kích MiG  nhỏ hơn, F-105 của Không lực Mỹ thể hiện hiệu quả của các khẩu pháo, và được ghi nhận đã bắn rơi 27 máy bay địch.
Trong cuộc chiến, các phiên bản hai chỗ F-105F và F-105G Wild Weasel đã trở thành những máy bay chuyên dụng đầu tiên làm nền tảng cho các phi vụ SEAD (Suppression of Enemy Air Defenses: áp chế phòng không đối phương), chiến đấu chống lại các tên lửa đất-đối-không S-75 Dvina (SA-2 Guideline) do Xô Viết chế tạo. Hai phi công Wild Weasel đã từng được tặng thưởng Huân chương Danh Dự khi tấn công các vị trí tên lửa, và một chiếc đã bắn rơi hai chiếc MiG-17 trong cùng ngày đó. Các phi vụ nguy hiểm thường đòi hỏi chúng phải "vào trước, ra sau" để áp chế mối nguy cơ của phòng không đối phương trước khi các máy bay tấn công bay đến, và tiếp tục duy trì cho đến khi các máy bay tấn công rời khỏi chiến trường.
Cho dù chiếc F-105 cân nặng đến 22.680 kg (50.000 lb), chiếc máy bay có thể vượt qua tốc độ âm thanh ở độ cao mặt biển và đạt đến Mach 2 ở tầm cao. Nó có thể mang đến 6.700 kg (14.000 lb) bom và tên lửa. Chiếc Thunderchief thay thế trong vai trò máy bay tấn công tại Bắc Việt Nam bởi cả hai chiếc F-4 Phantom II và chiếc máy bay F-111 có hình dạng cánh thay đổi (cánh cụp cánh xòe). Tuy nhiên, phiên bản "Wild Weasel" vẫn tiếp tục được sử dụng cho đến năm 1984 khi nó được thay thế bởi một phiên bản chuyên dụng F-4G "Wild Weasel V".

## Thiết kế và phát triển
Republic Aviation khởi sự thiết kế chiếc Thunderchief như là một đề án nội bộ để thay thế chiếc F-84F Thunderflash. Nhóm thiết kế dưới sự lãnh đạo của Alexander Kartveli đã khảo sát khoảng 108 cấu hình trước khi chọn kiểu thiết kế to một động cơ AP-63FBX (Advanced Project 63 Fighter Bomber, Experimental). Chiếc máy bay mới được dự định sử dụng chủ yếu cho việc thâm nhập tầm thấp ở tốc độ siêu thanh vào lãnh thổ Liên Xô và ném một bom nguyên tử mang bên trong. Do đó, vì nhấn mạnh đến tốc độ ở tầm thấp và tính năng bay, tầm bay và tải trọng, chiếc máy bay được trang bị một động cơ to, và có cánh tương đối nhỏ với áp lực cánh lớn cho phép bay ổn định ở tầm thấp, và có ít độ cản ở tốc độ siêu thanh. Các thuộc tính máy bay truyền thống, như là độ cơ động, là yếu tố xem xét phụ.
Rất hăng hái vào lúc đầu, Không quân Hoa Kỳ đã trao cho Republic hợp đồng chế tạo 199 chiếc máy bay vào tháng 9 năm 1952. Tuy nhiên, đến tháng 3 năm 1953 Không quân giảm hợp đồng xuống còn 37 chiếc máy bay tiêm kích ném bom và chín chiếc máy bay trinh sát chiến thuật, viện dẫn sắp đến lúc kết thúc Chiến tranh Triều Tiên. Đến lúc mô hình của chiếc F-105 được hoàn tất vào tháng 10 năm 1953, chiếc máy bay đã trở nên lớn đến mức kiểu động cơ turbo phản lực Allison J71 dự định dùng cho nó bị hủy bỏ để thay bằng kiểu Pratt & Whitney J75 mạnh mẽ hơn. Đoán trước được sự thiết kế động cơ có thể bị kéo dài, chiếc máy bay đầu tiên được mong mỏi sẽ sử dụng kiểu động cơ Pratt & Whitney J57 nhỏ hơn. Vào ngày 28 tháng 6 năm 1954, Không quân chính thức đặt hàng 15 chiếc F-105A dưới tên gọi Weapon System (hệ thống vũ khí) WS-306.

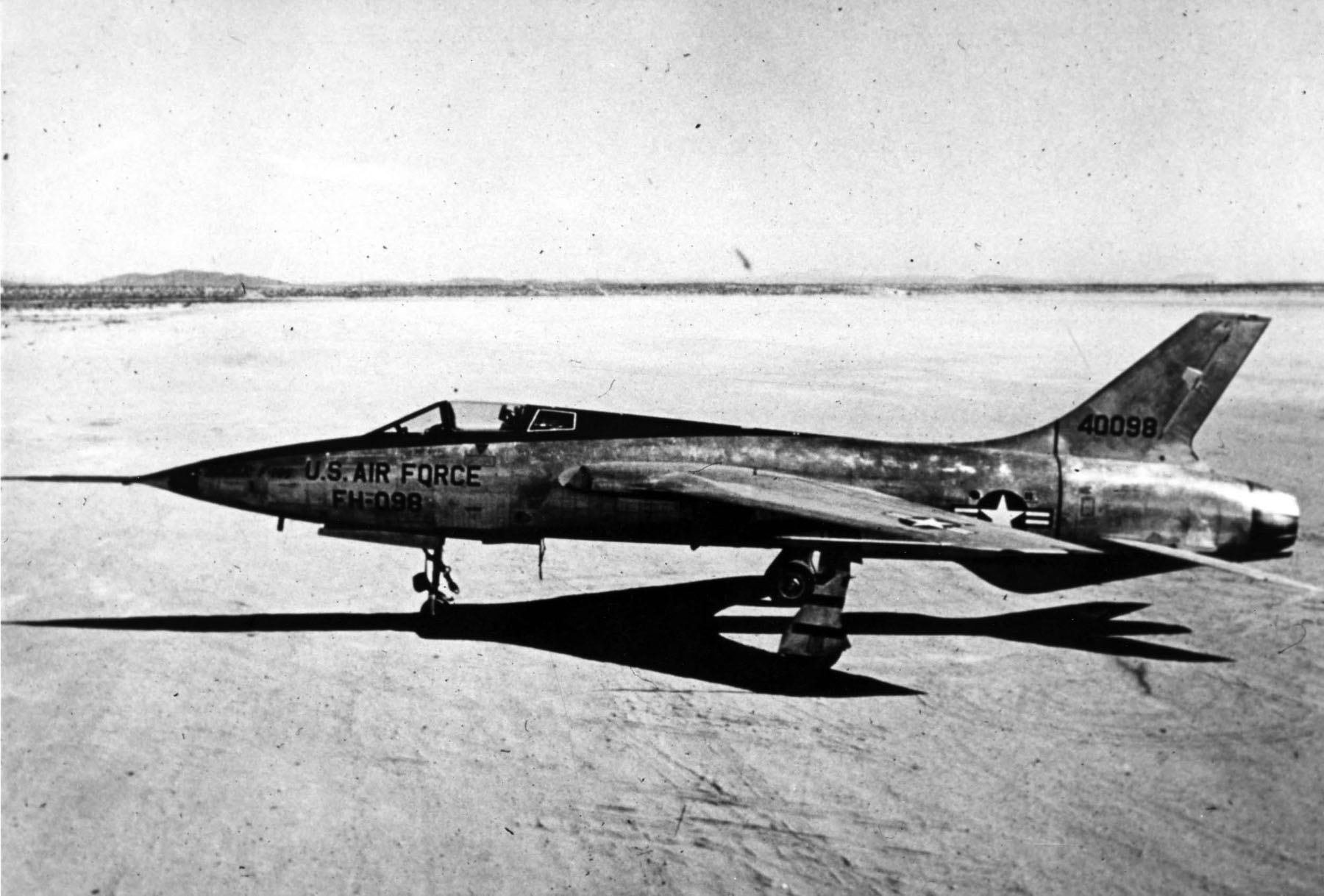
Republic YF-105A số hiệu 54-0098, chiếc đầu tiên trong số hai chiếc nguyên mẫu.

Chiếc nguyên mẫu YF-105A bay chuyến bay đầu tiên vào ngày 22 tháng 10 năm 1955, và được tiếp nối bởi chiếc nguyên mẫu YF-105A thứ hai vào ngày 28 tháng 1 năm 1956. Cho dù chỉ được trang bị một động cơ J57-P-25 kém mạnh mẽ hơn với lực đẩy có đốt sau 15.000 lbf (66,7 kN) (động cơ J75 được dự kiến sẽ cung cấp lực đẩy có đốt sau lên đến 24.500 lbf/109 kN), chiếc nguyên mẫu đầu tiên cũng đạt được tốc độ tối đa Mach 1,2 trong chuyến bay đầu tiên. Cả hai chiếc nguyên mẫu đều có cửa hút khí ở gốc cánh dạng thông thường và dạng thân cao gầy đặc trưng của những chiếc máy bay phản lực đời đầu. Tuy nhiên, động lực không thỏa đáng và những vấn đề về khí động học đối với lực cản ở tốc độ vượt âm, cũng như là những kinh nghiệm của Convair với chiếc F-102 Delta Dagger của họ, đã đưa đến việc thiết kế lại thân máy bay phù hợp với quy luật khu vực, đem đến cho nó kiểu dáng "lưng ong". Phối hợp kiểu động cơ J75 với kiểu cửa hút khí chéo ra trước có hình dạng thay đổi được để điều chỉnh lượng khí hút vào động cơ ở tốc độ siêu thanh, đã cho phép phiên bản F-105B đạt được tốc độ tối đa Mach 2,15.
Đến tháng 3 năm 1956, Không quân Mỹ thay thế đơn đặt hàng F-105A của họ bằng việc đặt hàng 65 chiếc F-105B. Phiên bản này được bổ sung hệ thống kiểm soát hỏa lực MA-8 với radar đo tầm xa AN/APG-31, và bộ ngắm súng K-19 cũng cho phép tung ném bom (toss bombing). Chiếc thử nghiệm tiền sản xuất YF-105B bay chuyến bay đầu tiên vào ngày 26 tháng 5 năm 1956, và đến ngày 19 tháng 6 chiếc máy bay được chính thức đặt tên là Thunderchief, tiếp nối cách đặt tên gọi của Republic Aviation trong chuỗi những chiếc P-47 Thunderbolt, F-84 Thunderjet, và F-84F Thunderstreak/RF-84 Thunderflash. Chiếc máy bay sản xuất hàng loạt F-105B đầu tiên bay ngày 14 tháng 5 năm 1957.

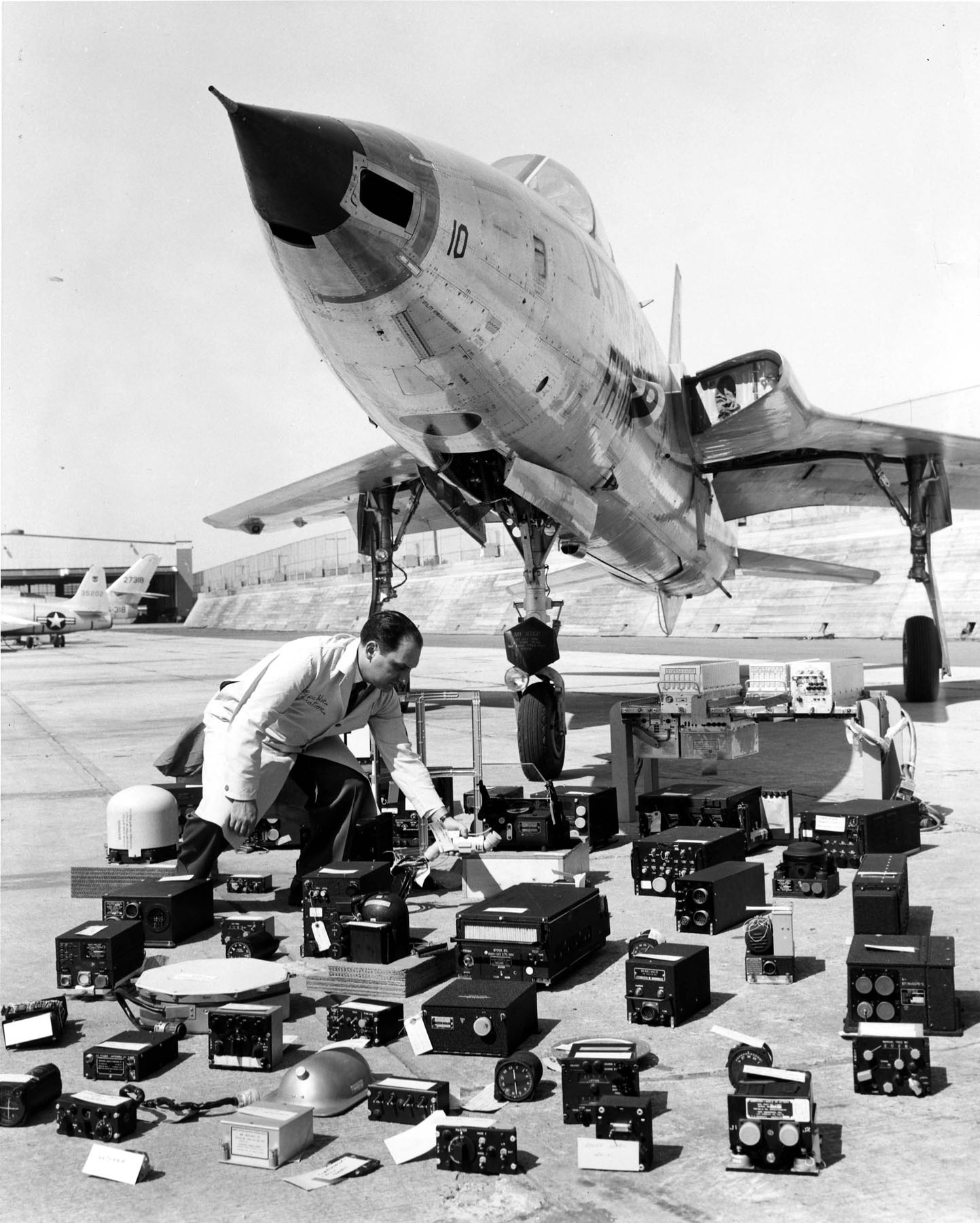
Chiếc Republic F-105B nhìn từ phía trước với các thiết bị điện tử được trình bày.

Chiếc F-105 là máy bay cánh đơn gắn giữa, với cả cánh và cánh đuôi xuôi về phía sau một góc 45 độ. Động cơ duy nhất được nạp khí bằng hai cửa hút khí ở gốc cánh, để mũi máy bay có thể mang vòm radar chứa một radar đa chế độ. Vào lúc đó, F-105 là chiếc máy bay chiến đấu một chỗ ngồi lớn nhất từng được chế tạo. Thân rộng rãi của nó mang được 4.460 L (1.160 US gallon) nhiên liệu và một khoang bom kích thước 4,82 m x 0,81 m x 0,81 m (15 ft 10 in x 32 in x 32 in), nguyên được dự định để mang một vũ khí nguyên tử nhưng thường mang thêm một thùng nhiên liệu 1.500 L (390 US gallon). Hai "đế ướt" dưới cánh và một dưới thân có thể mang thùng nhiên liệu bổ sung 1.730 L và 2.500 L(450 và 650 US gallon), trong khi hai "đế khô" phía ngoài mang bom hay tên lửa. Một khẩu pháo Gatling M61 Vulcan 20 mm được gắn bên trái mũi máy bay mang theo 1.028 viên đạn, phối hợp với bộ ngắm súng đo tầm xa bằng radar kiểu B và D. Chiếc máy bay được thiết kế để mang tên lửa không-đối-không tầm ngắn AIM-9 Sidewinder nhưng không trang bị loại tên lửa tầm trung dẫn đường bằng radar.
Vào ngày 11 tháng 12 năm 1959, một chiếc F-105B do Chuẩn tướng Joseph Moore (chỉ huy trưởng Không đoàn Tiêm kích Chiến thuật 4) điều khiển đã lập một kỷ lục thế giới mới về tốc độ 1.958,53 km/h (1.216,48 mph) trên một vòng tròn 100 km (62 dặm). Moore đã nhận được giải thưởng Bendix Trophy năm 1959 vì thành tích này.
Kế hoạch dự định chế tạo trên 1.500 chiếc F-105D bị cắt giảm khi Bộ trưởng Quốc phòng Hoa Kỳ Robert McNamara quyết định chỉ trang bị cho không nhiều hơn bảy không đoàn loại máy bay này. Việc sản xuất được cắt giảm để Không quân dành ưu tiên cho việc sử dụng kiểu F-4 Phantom II của Hải quân. Có tổng cộng 833 chiếc F-105 đã được chế tạo khi việc sản xuất kế thúc vào năm 1964.

## Lịch sử hoạt động

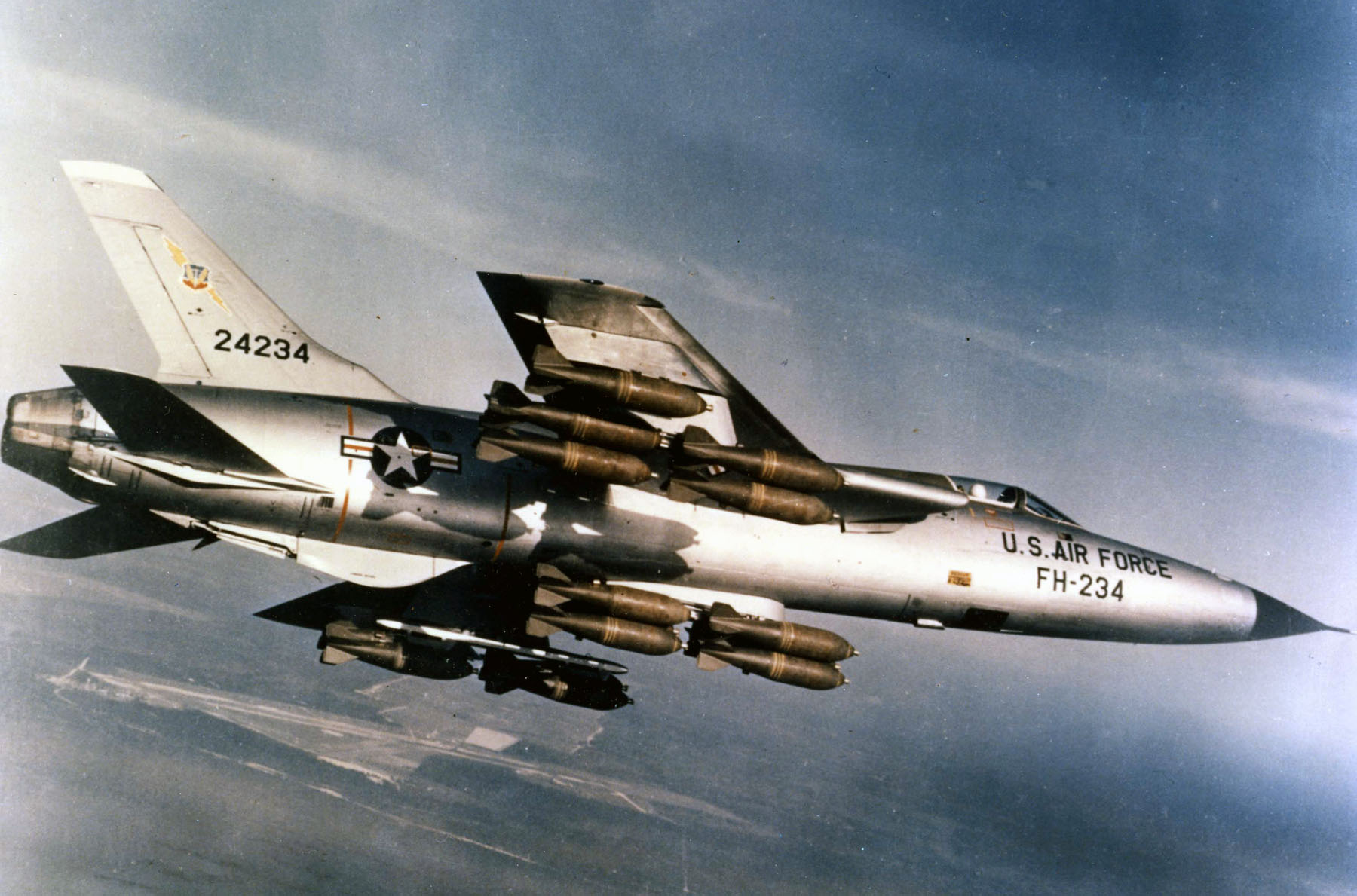
Chiếc Republic F-105D-30-RE đang bay với toàn bộ tải trọng bom.

Chiếc F-105B được đưa vào hoạt động đầu tiên trong Không quân Hoa Kỳ cùng Phi đội Tiêm kích Chiến thuật 335 thuộc Bộ chỉ huy Không quân Chiến thuật vào ngày 27 tháng 5 năm 1958. Tương tự như những chiếc máy bay phản lực tiên tiến khác, việc phục vụ ban đầu của F-105 bị ảnh hưởng bởi những vấn đề về thiết bị điện tử và hệ thống kiểm soát hỏa lực MA-8, khi chiếc máy bay đòi hỏi khoảng 150 giờ bảo trì cho mỗi giờ bay. Đa số các vấn đề được giải quyết trong Kế hoạch Optimize. Việc thiếu hụt phụ tùng khiến cho toàn đội máy bay F-105B phải tạm thời ngừng bay một lúc ngắn vào năm 1960. Tuy vậy, Thunderchief trở thành máy bay đầu tiên trong lịch sử Không quân Hoa Kỳ đã hoàn tất một năm phục vụ đầu tiên mà không gặp một tai nạn nghiêm trọng nào.

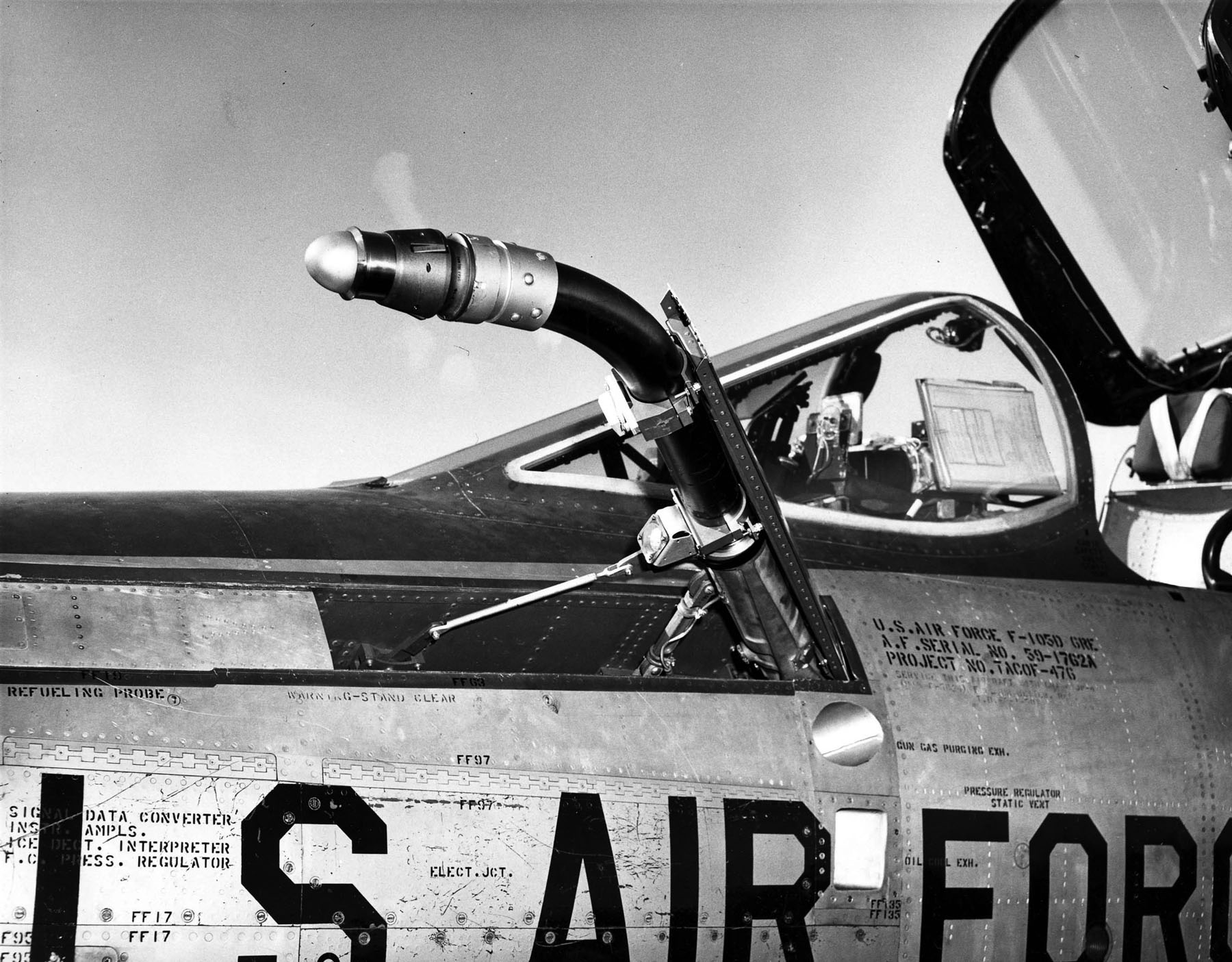
Chi tiết vòi tiếp nhiên liệu trên không của chiếc Republic F-105D-6-RE. Phiên bản D được trang bị cả hai kiểu tiếp nhiên liệu trên không: kiểu "vòi-và phểu" và kiểu "cần bay".

Đến năm 1964, những chiếc F-105B được chuyển cho các phi đội của Không lực Vệ binh Quốc gia. Nó được thay thế tại các đơn vị tiền phương bằng phiên bản cuối cùng F-105D vốn được trang bị radar NASARR R-14A và hệ thống kiểm soát hỏa lực AN/ASG-19 Thunderstick cung cấp cho nó khả năng hoạt động trong mọi điều kiện thời tiết. Kiểu radar R-14A cũng cung cấp khả năng theo dõi địa hình mặt đất. Chiếc F-105D được đưa vào hoạt động cùng Phi đội Tiêm kích Chiến thuật 335 vào năm 1960. Được thiết kế nhắm vào cuộc đối đầu tại châu Âu với Liên Xô, chiếc F-105D được bố trí rộng rãi tại Tây Đức nhằm cung cấp cho lực lượng Khối NATO khả năng tấn công hạt nhân chiến thuật, và tại Nhật Bản. Giống như chiếc F-105B, công việc phục vụ của kiểu F-105D cũng gặp phải những vấn đề về bảo trì và tai nạn trong khi bay. Tên lóng Thud không chỉ là một cái tên ca tụng - nó tượng trưng cho tiếng chiếc một chiếc máy bay F-105 rơi xuống mặt đất (như tiếng sấm). Cả đội máy bay F-105D phải nằm lại mặt đất vào tháng 12 năm 1961 và một lần nữa vào tháng 6 năm 1962. Nhiều vấn đề được giải quyết trong quá trình sản xuất tiếp theo, và đến năm 1964, những chiếc F-105D sản xuất trước đây được nâng cấp các sửa chữa này trong kế hoạch Look Alike, cho dù những vấn đề về hỏng động cơ và hệ thống nhiên liệu tiếp tục tồn tại cho đến tận năm 1967.
Trong thời gian đó, Không quân Hoa Kỳ đã chuyển dần nhiệm vụ của chiếc F-105 được dự định trước đây từ can thiệp hạt nhân thành ném bom thông thường. Kế hoạch nâng cấp Look Alike đã gia tăng khả năng của chiếc máy bay từ bốn lên mười sáu quả bom thông thường 340 kg (750 lb) mang trên các đế cánh và dưới thân, cũng như bổ sung khả năng phóng tên lửa không-đối-đất AGM-12 Bullpup. Vào tháng 6 năm 1961, một chiếc F-105D đã ném bảy tấn (15.430 lb) bom thông thường trong một thử nghiệm của Không quân Mỹ - một kỷ lục vào lúc đó của một chiếc máy bay một động cơ, một tải trọng bom vượt hơn ba lần so với những chiếc máy bay ném bom hạng nặng bốn động cơ thời Thế Chiến II như chiếc B-17 Flying Fortress và chiếc B-24 Liberator, cho dù cần phải được tiếp nhiên liệu trên không cho những phi vụ tầm xa. Trong thực tế, một trong những chiếc F-105D đã được đặt tên là Memphis Belle II theo tên của chiếc máy bay huyền thoại B-17 Memphis Belle thời Đệ Nhị Thế Chiến.

### Chiến tranh Việt Nam

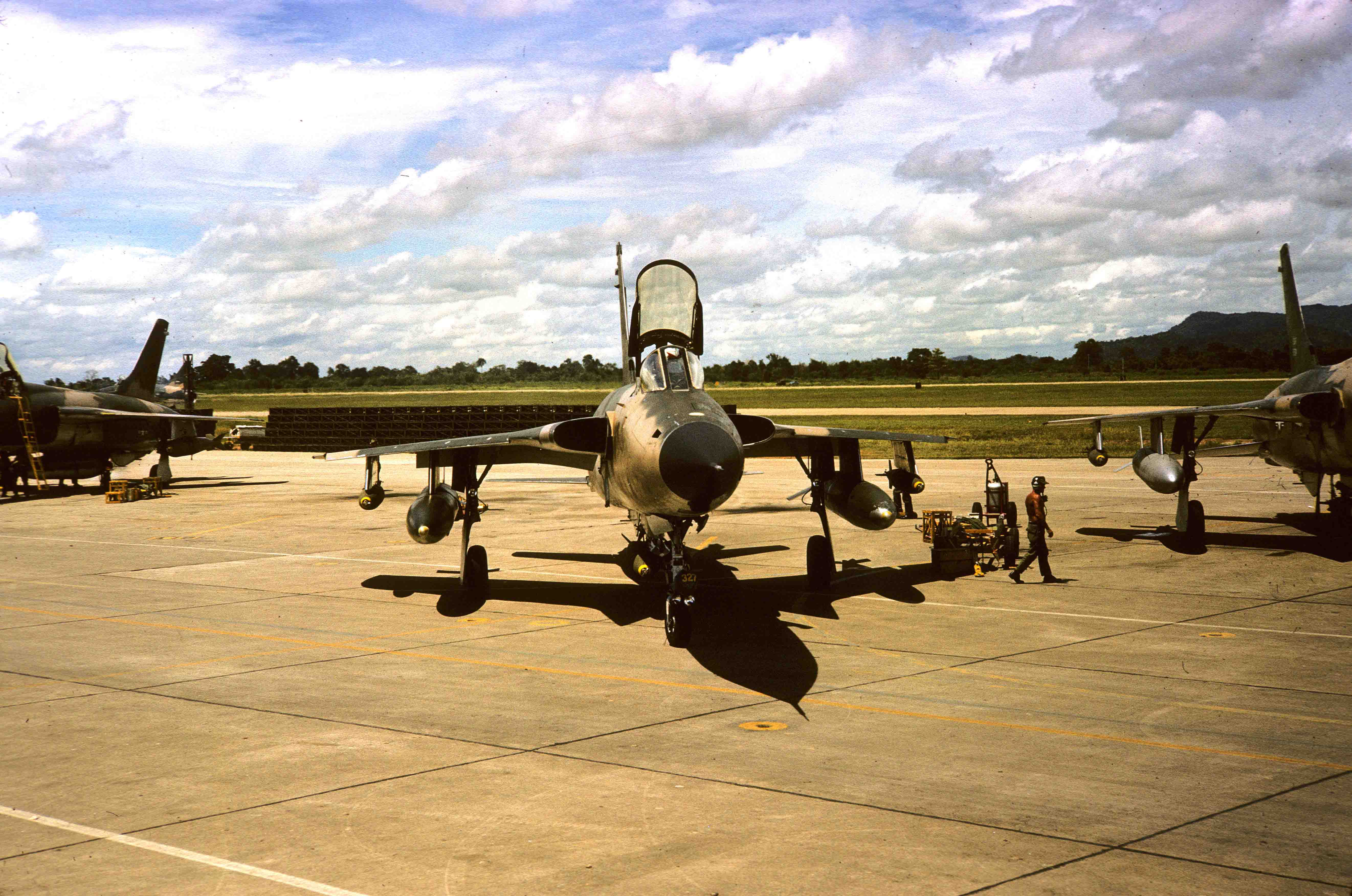
Chiếc F-105D của Không quân Hoa Kỳ tại Căn cứ Không quân Hoàng gia Thái Lan Takhli.

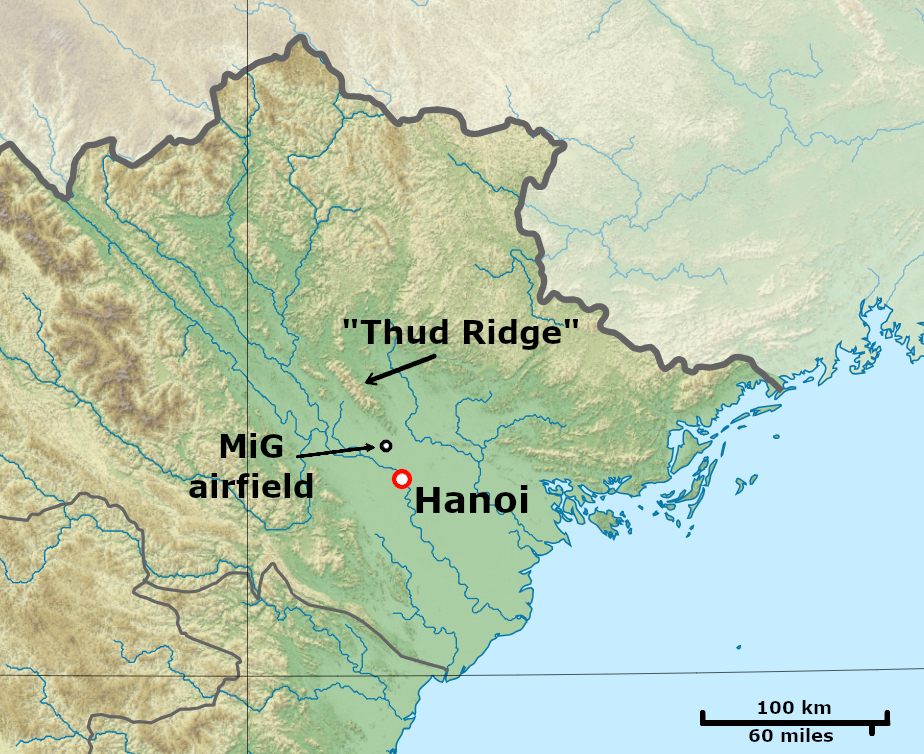
Bản đồ mô tả vị trí khu vực Thud Ridge ở Bắc Việt Nam và căn cứ của những chiếc MiG ở đỉnh phía Nam khu tứ giác chính là Sân bay quốc tế Nội Bài ngày nay.

Cho dù có một giai đoạn khởi đầu phục vụ đầy trục trặc, chiếc F-105 lại trở thành máy bay cường kích có ưu thế hơn cả trong Chiến tranh Việt Nam. Nó có khả năng mang một lượng bom gấp đôi đi xa hơn và nhanh hơn chiếc F-100 Super Sabre, vốn được sử dụng chủ yếu ở Nam Việt Nam. Như là một việc náo trước cho vai trò Wild Weasel sau này, phi vụ chiến đấu đầu tiên của chiếc F-105D liên quan đến việc tấn công một vị trí pháo phòng không tại Cánh đồng Chum. Chiếc Thunderchief đầu tiên bị mất trong cuộc chiến tranh cũng diễn ra trong phi vụ này (phi công đã phóng ra được an toàn). Phi vụ tấn công đầu tiên diễn ra vào ngày 13 tháng 1 năm 1965 với việc phá hủy cầu Ben Ken ở Lào. Tiếp theo sự mở màn của chiến dịch Diến dịch Rolling Thunder (Sấm rền) vào ngày 1 tháng 3 năm 1965, một số lượng lớn những chiếc F-105D được bố trí đến các căn cứ của Không quân Hoàng gia Thái Lan ở Korat và Takhli. Vào ngày 2 ttháng 8 năm 1967, những chiếc F-105D thuộc các phi đội tiêm kích chiến thuật 335 và 338 lần đầu tiên ném bom trúng cầu Long Biên (Paul Doumer). Trong khi những chiếc máy bay mới được bố trí đến Đông Nam Á có màu kim loại tự nhiên nguyên thủy, chúng nhanh chóng được sơn kiểu ngụy trang hai màu xanh lá và nâu nhạt đặc trưng tại Việt Nam hòa hợp với màu sắc của cảnh quan rừng nhiệt đới.
Trong những phi vụ ném bom tiêu biểu vào miền Bắc Việt Nam, một chiếc F-105D thường mang hai thùng nhiên liệu 1.703 L (450 US gallon) dưới cánh, một thùng nhiên liệu 1.476 L (390 US gallon) trong khoang chứa bom, và năm bom 454 kg (1.000 lb) hoặc sáu bom 340 kg (750 lb), và yêu cầu phải tiếp nhiên liệu trên không cả trên đường đi và khi quay trở về khỏi Hà Nội 1.125 km (700 dặm). Những chiếc Thunderchief đánh một vòng rộng phía Bắc Hà Nội trên dãy núi Tam Đảo mà vào thời ấy gọi tên lóng là Thud Ridge (rặng núi Thud; 21°16′47″B 105°49′37″Đ / 21,27972°B 105,82694°Đ) ở tốc độ cao và cao độ thấp nhằm tránh khoảng không được phòng thủ chặt chẽ chung quanh thành phố. Cho dù dãy núi có giúp che khuất chúng khỏi bị phát hiện bởi radar và tên lửa SAM của Bắc Việt Nam, việc bố trí pháo phòng không và một sân bay (Nội Bài) làm căn cứ cho những chiếc máy bay tiêm kích MiG ở phía Nam thung lũng này đã ngăn những chiếc F-105 tận dụng hoàn toàn ưu thế được che khuất. Cái tên "Thud Ridge" (cũng là tên của một quyển sách do tác giả Jack Broughton viết về F-105) xuất phát từ vai trò dễ nhận thấy của dãy núi trong các phi vụ của F-105.

### Không chiến
Chiếc F-105 được thiết kế chủ yếu nhằm can thiệp tầm thấp và tốc độ của nó ở tầm thấp là giá trị lớn nhất khi đối đầu với những chiếc máy bay tiêm kích Xô Viết MiG-17 và MiG-21. Áp lực cánh lớn của chiếc Thunderchief giúp nó có tốc độ và bay êm nhưng không giúp cho việc lộn vòng trong không chiến. Tuy vậy, F-105 cũng ghi được 27 chiến công không chiến chính thức đối với các máy bay Bắc Việt Nam và bị tổn thất 17 chiếc bị máy bay đối phương bắn rơi. Các phi công Việt Nam cho rằng họ đã bắn rơi thêm 23 chiếc F-105 nữa nhưng không được Không quân Hoa Kỳ thừa nhận. Tất cả các cuộc chiến trên đều chỉ hạ được MiG-17, trong đó 24 cuộc chiến thực hiện bằng hỏa lực pháo (có một lần chia sẻ cùng một chiếc F-4), và ba chiến công phải sử dụng tên lửa không-đối-không AIM-9 Sidewinder. Những chiếc F-4 Phantom thường được giao nhiệm vụ hộ tống bảo vệ những chiếc Thud khỏi những chiếc máy bay tiêm kích MiG, nhưng chúng lại không có khẩu pháo gắn trong và bộ ngắm pháo như trên chiếc Thunderchief mãi cho đến cuối cuộc chiến.

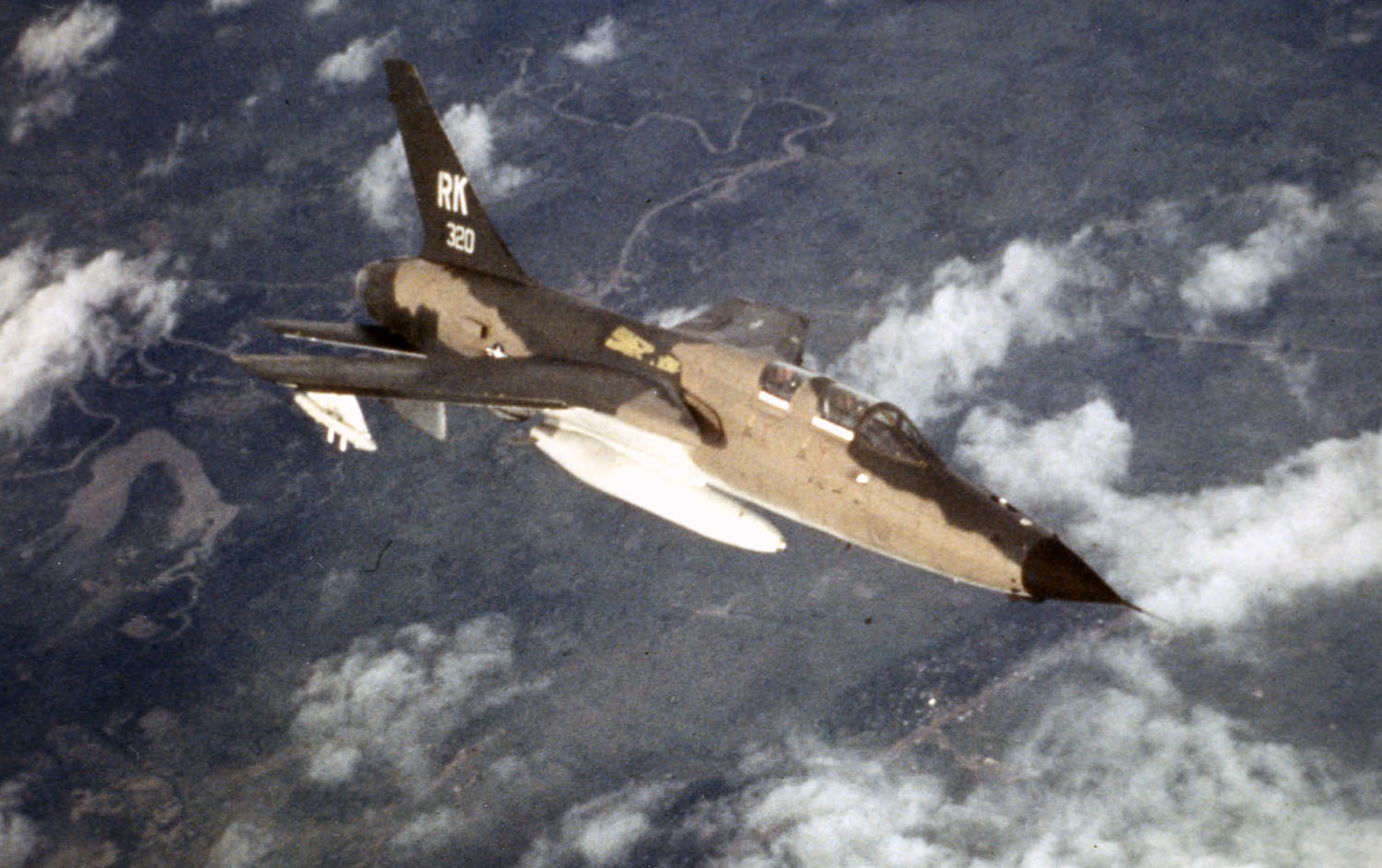
Chiếc Republic F-105G thuộc Phi đội 333, Phi đoàn Tiêm kích Chiến thuật 355, tháng 8 năm 1968 tại Việt Nam.

Dựa trên kinh nghiệm chiến đấu, chiếc F-105D được nâng cấp với một kiểu ghế phóng tốt hơn, angten radar dẫn đường và cảnh báo đuôi (RHAW), tăng cường vỏ giáp cho phi công và bảo vệ hệ thống thủy lực vốn tỏ ra khá mong manh đối với tổn hại trong chiến đấu. Thời tiết nóng và ẩm của Đông Nam Á cũng tạo ra những sự cố cho hệ thống điện tử phức tạp, một vấn đề hầu như xảy ra cho tất cả các kiểu máy bay tiên tiến của Mỹ trong cuộc chiến này. Nhiệt độ nóng bên ngoài cũng làm trầm trọng thêm xu hướng cháy động cơ của chiếc F-105 do không làm mát đủ cho bộ đốt sau. Đa số những chiếc máy bay tại chiến trường Việt Nam sau đó được cải biến với một môi hút gió để làm giảm nhẹ sự cố này.
Không may thay, vai trò tấn công tầm thấp và ném bom bổ nhào đã mang chiếc F-105 vào tầm ngắm của hỏa lực phòng không Bắc Việt Nam. Trong một số trường hợp, F-105 khi bổ nhào ném bom đã bị bắn hạ bởi súng trường bộ binh của dân quân Việt Nam
Tỉ lệ tổn thất cao đến mức Không quân Hoa Kỳ lâm vào tình trạng thiếu hụt máy bay sẵn sàng chiến đấu. Có tổng cộng 382 máy bay bị mất tại Đông Nam Á, trong đó có 320 chiếc bị mất trong chiến đấu. Đa số các tổn thất là do hỏa lực của đối phương từ mặt đất. Trong tổng số 610 chiếc phiên bản F-105D một chỗ ngồi được chế tạo, có 283 chiếc bị bắn rơi và 52 chiếc mất do tai nạn. Trong số 143 chiếc phiên bản F-105F/G hai chỗ ngồi, 37 chiếc bị bắn rơi và mười chiếc mất do tai nạn (một máy bay can thiệp ban đêm "Ryan's Raiders" và một máy bay gây nhiễu "Combat Martin" không có sĩ quan hệ thống vũ khí (WSO) bị mất trong chiến đấu, 45 chiếc bị mất kia là máy bay "Wild Weasel").

### Các cải biến đặc biệt
Ghế phía sau của nhiều chiếc phiên bản F-105F hai chỗ ngồi được cải biến trong kế hoạch Commando Nail với một radar R-14A và một ống ngắm radar có độ phân giải cao. Những máy bay này được sử dụng trong vai trò tấn công trong mọi thời tiết và tấn công tầm thấp ban đêm nhắm vào các mục tiêu đặc biệt nguy hiểm bởi một đơn vị thuộc Phi đội Tiêm kích Chiến thuật 13 có biệt danh là "Ryan's Raiders" bắt đầu từ tháng 4 năm 1967. Những máy bay Commando Nail còn được dùng để phát triển chiến thuật cho các phi vụ ném bom được đề nghị của kiểu máy bay B-58 Hustler tại Việt Nam, cho dù chiếc Hustler chưa từng được bố trí đến Đông Nam Á. Một số máy bay này sau đó được cải biến sang tiêu chuẩn máy bay "Wild Weasel III".
Trong một nỗ lực nhằm ngăn trở những cuộc tấn công của máy bay tiêm kích MiG, nhiều chiếc F-105F được trang bị hệ thống gây nhiễu radar Hallicrafters QRC-128 trên dãi tần VHF trong kế hoạch Combat Martin. Các lực lượng máy bay tiêm kích đánh chặn Bắc Việt Nam đã đi theo học thuyết phòng không Xô Viết, theo đó phi công sẽ hoàn toàn tuân theo lệnh hướng dẫn bởi kiểm soát viên mặt đất truyền qua thông tin vô tuyến. Hệ thống QRC-128, còn có tên lóng là "Colonel Computer" (đại tá máy tính), chiếm hết khoang phía sau của chiếc F-105F và sẽ dội lại các liên lạc trao đổi qua sóng radio sau một thời gian trì hoãn, đưa đến kết quả thông tin liên lạc bị cắt xén một cách khó chịu. Tuy nhiên, khi kiểu Combat Martin được đưa ra sử dụng lần đầu tiên, Cơ quan An ninh Quốc gia (NSA: National Security Agency) Hoa Kỳ, vốn chịu trách nhiệm trong việc thu thập thông tin tình báo tín hiệu chiến lược cho Hoa Kỳ, đã yêu cầu Không quân Hoa Kỳ chấm dứt việc sử dụng này ngay lập tức, vì NSA tin rằng các tin tức tình báo thu lượm được qua theo dõi các kênh có giá trị hơn là gây nhiễu chúng. Một số chiếc máy bay loại này sau đó được cải biến theo tiêu chuẩn Wild Weasel III.
Những vấn đề tồn tại cùng hệ thống radar AN/RNA-85 LORAN đã đưa đến 30 chiếc F-105D được nâng cấp lên hệ thống AN/RNA-92 trong một sống lưng dài. Được biết đến dưới tên gọi máy bay Thunderstick II, những chiếc F-105 này có khả năng ném bom với bán kính vòng tròn sai số (CAP: circular error probable) chỉ có 15 m (50 ft) từ độ cao 4.570 m (15.000 ft). Cho dù chiếc máy bay đầu tiên loại này bay chuyến bay đầu tiên vào năm 1969, chúng chưa bao giờ được bố trí đến Việt Nam.

### Wild Weasel
Vào năm 1965, Không quân Hoa Kỳ bắt đầu đưa vào hoạt động phiên bản hai chỗ ngồi F-100F Super Sabre được trang bị đặc biệt cho các phi vụ Áp chế phòng không đối phương (SEAD) tại Việt Nam. Được đặt tên lóng là Wild Weasel (chồn hoang), những chiếc máy bay này đã ghi được chín chiến công tiêu diệt được radar tên lửa đất-đối-không của Bắc Việt Nam. Thành viên thứ hai của đội bay là một sĩ quan tác chiến điện tử (Electronic Warfare Officer), được gọi lóng là Bear, có nhiệm vụ giải mã thông tin từ các cảm biến của máy bay và hướng dẫn phi công đến mục tiêu. Tuy nhiên, chiếc F-100F chỉ là một giải pháp tạm thời, vì chúng có tải trọng chiến đấu bị giới hạn nên thường phải dựa vào những chiếc máy bay tấn công đi kèm mới thực sự tấn công các vị trí phòng không SAM. Chúng cũng không có được tốc độ và thời gian trên không để bảo vệ hiệu quả những chiếc máy bay tấn công chủ lực của Không quân, những chiếc F-105. Với tải trọng chiến đấu gấp đôi so với chiếc Super Sabre và tính năng bay tốt hơn tương ứng, phiên bản F-105F hai chỗ ngồi là một ứng viên lý tưởng cho một phiên bản dùng làm nền tảng SEAD chuyên biệt hơn.

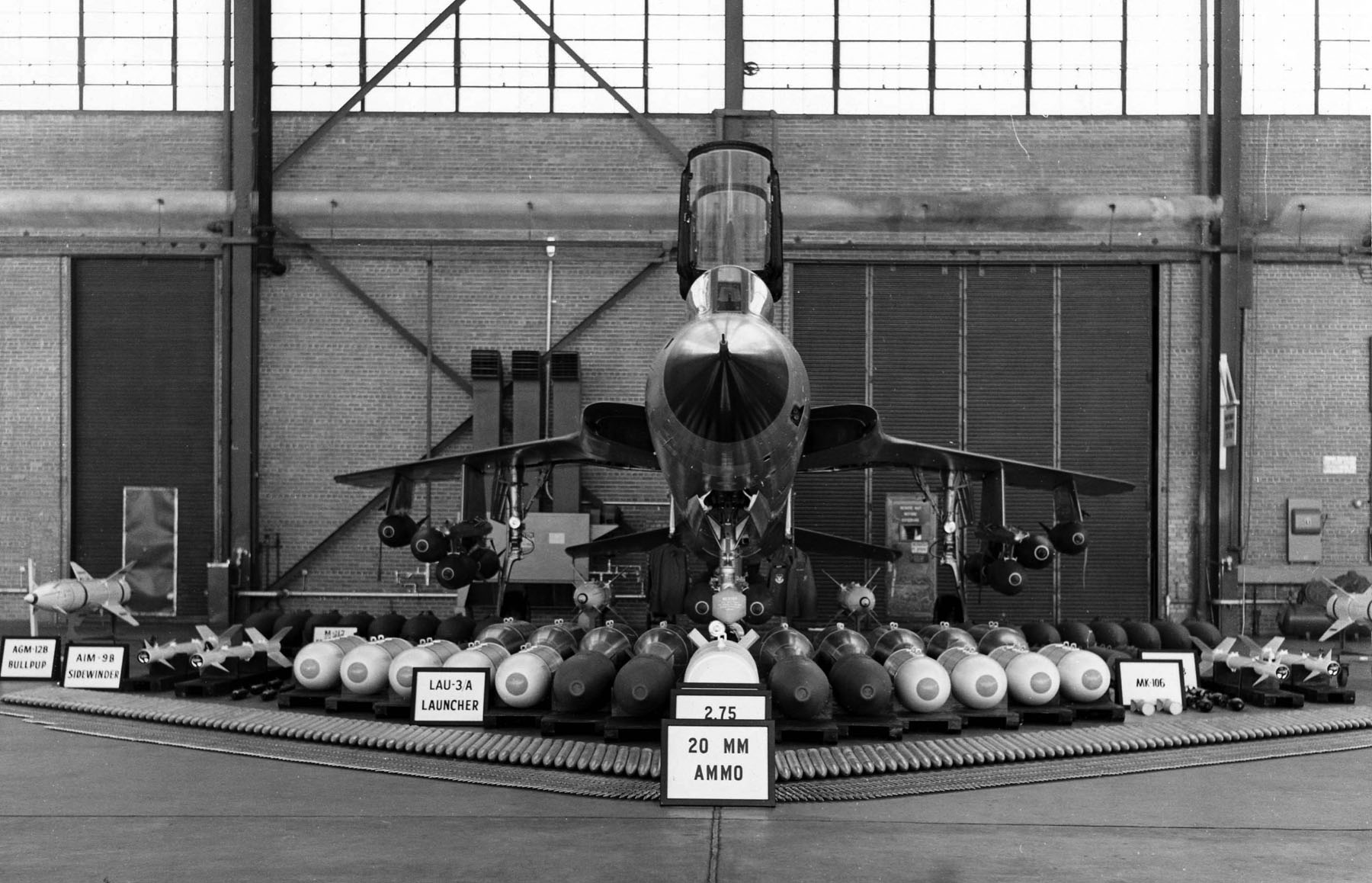
Chiếc Republic F-105F với cấu hình vũ khí trang bị, tháng 8 năm 1964. Vũ khí bao gồm pháo 20mm, rocket 2,75 in., tên lửa Bullpup và Sidewinder, bom thông thường, bom chùm, ống phóng LAU-3A, pháo sáng và thùng nhiên liệu phụ.

Kiểu máy bay cải tiến EF-105F Wild Weasel III (tên gọi EF được dùng thông dụng nhưng không chính thức) bổ sung cho các thiết bị cảm biến và gây nhiễu điện tử bằng loại tên lửa chống bức xạ AGM-45 Shrike và bom thông thường, cung cấp cho nó khả năng tấn công vốn bị thiếu trên chiếc F-100F. Chiếc máy bay đầu tiên của loạt này bay lần đầu vào ngày 15 tháng 1 năm 1966 và chúng được bắt đầu bố trí đến Đông Nam Á vào tháng 6, với năm chiếc được bố trí đến Phi đội Tiêm kích Chiến thuật 13 tại Korat và thêm sáu chiếc nữa đến Phi đội Tiêm kích Chiến thuật 354 tại Takhli. Trong một phi vụ tiêu biểu lúc đầu, một chiếc EF-105F sẽ bay cùng một hoặc hai nhóm F-105D để cung cấp sự bảo vệ khỏi hỏa lực mặt đất đối phương. Trong khi chiến lược này mang lại hiệu quả giúp làm giảm tổn thất những chiếc F-105D, những máy bay Weasel lại phải chịu tổn thất nặng với năm trong số 11 chiếc bị mất trong tháng 7 và tháng 8 năm 1966. Trong các cuộc tấn công vào những môi trường mang tính rủi ro cao, những chiếc Weasel thường hoạt động trong những chuyến bay "Bàn tay sắt" Tìm-Diệt gồm hỗn hợp những chiếc Thunderchief một và hai chỗ ngồi, trấn áp các vị trí phòng không đối phương khi tấn công bằng lực lượng tấn công và tấn công các vị trí khác khi vào và ra mục tiêu.
Những chiếc EF-105F được nâng cấp lên phiên bản Wild Weasel Thunderchief cuối cùng, kiểu F-105G, và chiếc máy bay đầu tiên đến Đông Nam Á vào cuối năm 1967. Nguồn gốc của phiên bản F-105G là do chủ trương mọi máy bay tiêm kích-ném bom của Không quân Hoa Kỳ hoạt động trên miền Bắc Việt Nam đều phải mang theo cụm phản công điện tử (ECM), vốn phục vụ như là một cách xuống cấp hệ thống điện tử của bản thân phiên bản Weasel và sở hữu một đế cánh.

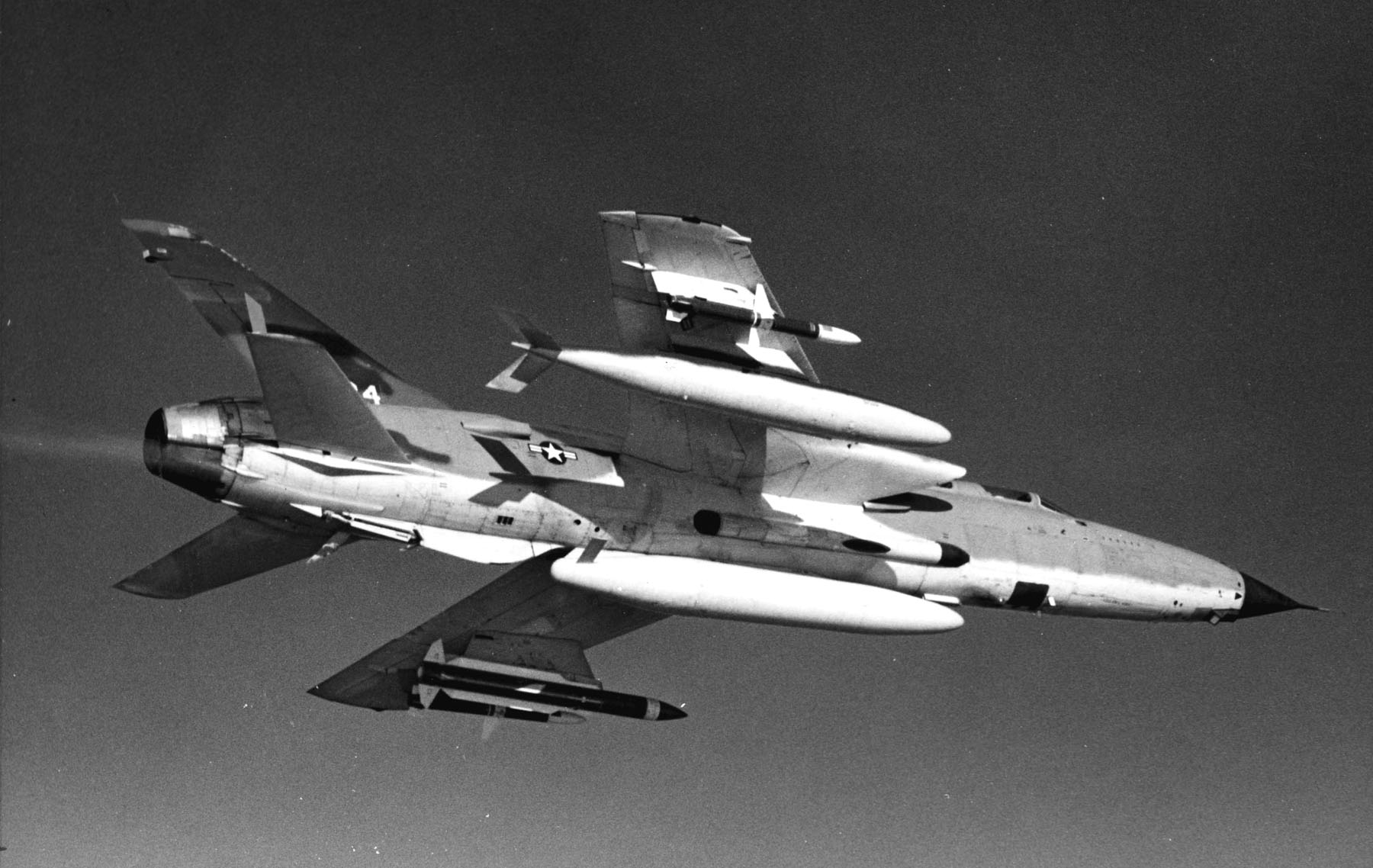
Chiếc Republic F-105G trong phi vụ ngày 5 tháng 5 năm 1970.Trang bị và vũ khí mang theo bên ngoài bao gồm cảm biến QRC-380, tên lửa chống bức xạ AGM-45 Shrike và AGM-78B Standard.

Phiên bản F-105G được trang bị một số thiết bị điện tử chuyên dùng SEAD mới đáng kể, bao gồm hệ thống RHAW được nâng cấp vốn đòi hỏi phải tiết kế lại đầu chót cánh. Để dành chỗ đế cánh phía ngoài mang thêm được nhiều vũ khí hơn, cụm phản công điện tử Westinghouse AN/ALQ-105 được trang bị thường trực thành hai cụm lồi dài bên dưới thân. Có ba mươi máy bay được trang bị đế cánh được thiết kế đặc biệt để mang tên lửa chống bức xạ AGM-78 Standard, một cải tiến đáng kể so với kiểu Shrike kém nhạy bén. Trong một phi vụ tiêu biểu, chiếc F-105G thường mang hai tên lửa Shrike trên đế phía ngoài, một tên lửa Standard trên một đế phía trong được cân bằng bởi một thùng nhiên liệu phụ 1.703 L (450 US gallon) ở phía bên kia, và một thùng nhiên liệu phụ 2.461 L (650 US gallon) trên đế giữa. Những máy bay Wild Weasel thường là những chiếc đầu tiên đến khu vực mục tiêu và là chiếc cuối cùng rời khỏi nơi đó, phải ở lại sau cuộc tấn công để hỗ trợ việc giải cứu các đội bay bị bắn rơi. Do vậy, nhiên liệu là một thứ hàng quý giá, và cũng thường thấy một chiếc Wild Weasel cần có khoảng thời gian 30 phút rời khỏi nhiệm vụ để được tiếp dầu trên không hầu có thể tiếp tục thực hiện nhiệm vụ.
Cho dù những chiếc F-105D được rút khỏi hoạt động tại Việt Nam vào năm 1970, những máy bay Wild Weasel tiếp tục tham chiến cho đến khi chiến tranh kết thúc. Chúng dần dần được thay thế bởi phiên bản F-4G Wild Weasel IV của chiếc Phantom II.

### Lái chiếc F-105

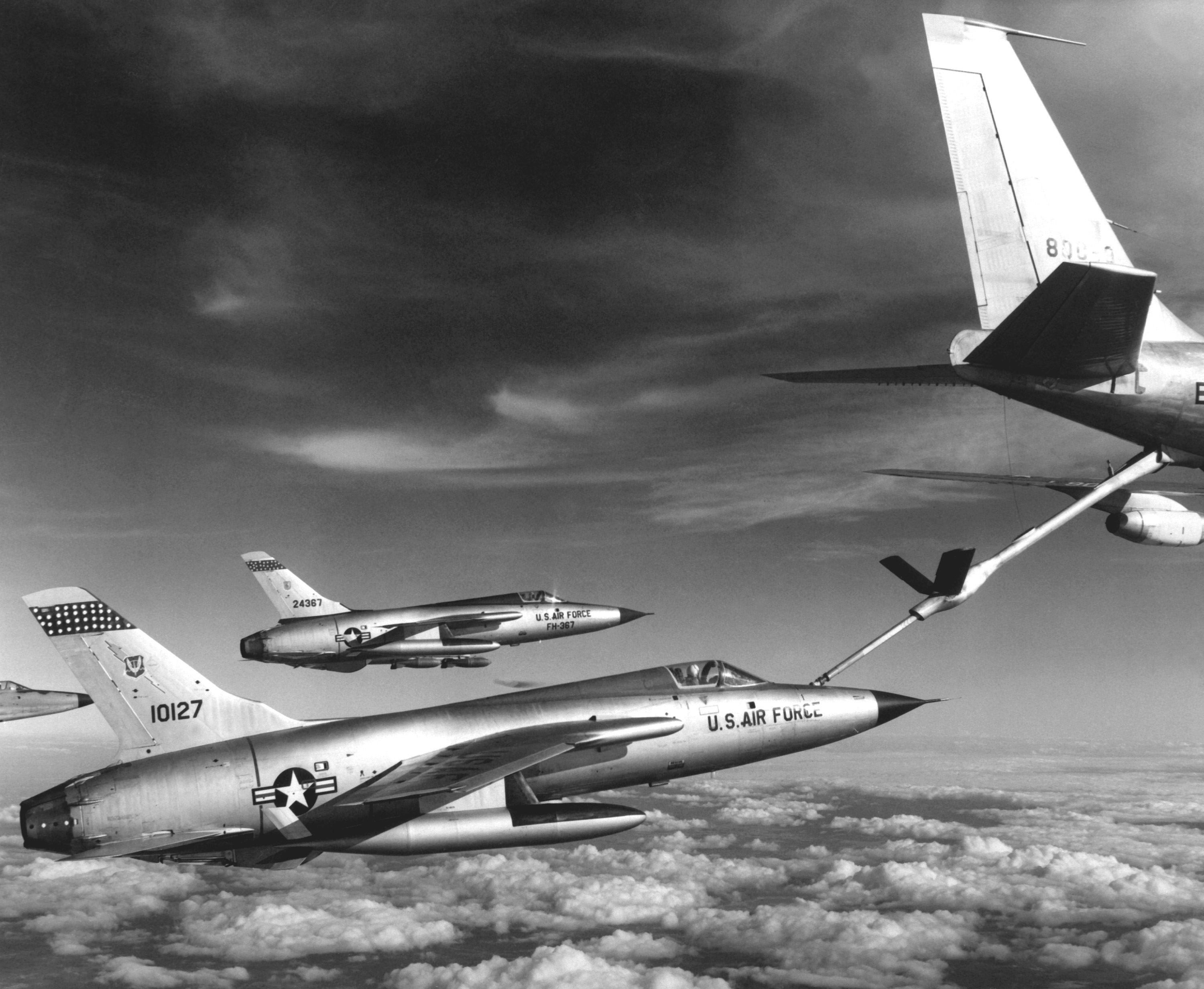
F-105 Thunderchief đang được tiếp nhiên liệu.

Phản ứng ban đầu của tập thể các phi công tiêm kích khá lạnh nhạt. Do kích cỡ khá đồ sộ và thời kỳ phục vụ ban đầu gặp nhiều trắc trở, chiếc F-105 bị đặt cho một số biệt danh không thân thiện. Ngoài biệt danh "Thud" được nêu bên trên, các biệt danh khác của chiếc F-105 bao gồm "Squat Bomber", "Lead Sled", và "Hyper Hog". Tuy nhiên, theo thời gian, khả năng kiểm soát máy bay đáp ứng được, tính năng bay xuất sắc ở tốc độ cao và tầm thấp, và các thiết bị điện tử tinh vi đã chiếm được thiện cảm ngay cả đối với những phi công lái chiếc F-104 Starfighter. Cái tên "Thud" trở thành từ ngữ mô tả sự ngưỡng mộ và yêu mến đến mức chiếc F-84F Thunderflash được biết đến như là "Thud's Mother" (Mẹ của Thud).
Nguyên phi công lái F-86 Sabre Jerry Noel Hoblit từng nhớ lại kích thước to lớn đáng sợ của chiếc F-105 sau khi ông được xem tận mắt chiếc máy bay lần đầu tiên; thậm chí ông ta còn không thể chạm đến cửa hút gió động cơ cho dù đã nhảy lên sau khi chạy lấy đà. Chiếc F-105 có được một buồng lái rộng rãi và bố trí tốt (đặc biệt là sau khi trang bị các thiết bị kiểu "tape") và có tầm nhìn tốt (ngoại trừ hướng ra phía sau), và các thiết bị điện tử tiên tiến khá dễ dàng để học và sử dụng. Với áp lực cánh lớn, chiếc Thunderchief ở mọi góc độ đều là chiếc máy bay xuất sắc để bay ở tốc độ cao. Việc cất cánh và hạ cánh được thực hiện ở tầm tốc độ 370 km/h (230 mph). Các tấm lái ngang cho phép kiểm soát tốt việc lộn vòng ở mọi tốc độ và các phanh gió bốn cánh đặc trưng, vốn cũng đồng thời hé mở khi chế độ đốt sau được kích hoạt để cho phép luồng khí thổi lớn hơn, có hiệu quả rất cao ngay cả ở tốc độ siêu thanh. Sự mất kiểm soát lái do lọt vào vòng xoáy hay ảnh hưởng của sự chệch hướng ngược đòi hỏi nỗ lực có chủ định của phi công để phục hồi nhanh chóng.

## Lạc hậu
Chiếc Thunderchief được nhanh chóng rút khỏi phuc vụ trong không quân Hoa Kỳ sau khi Chiến tranh Việt Nam kết thúc. Chỉ có 833 chiếc F-105 Thunderchief được chế tạo; và đã bị thiệt hại mất gần 50% con số này tại Việt Nam, chiếc F-105 được xem là không còn hiệu quả chiến đấu theo các tiêu chuẩn quân sự. Một số máy bay còn được giữ lại hoạt động cùng các đơn vị Không lực Vệ binh Quốc gia, nhưng việc sử dụng chúng rộng rãi trong thời gian chiến tranh đã khiến nhiều chiếc F-105 đã đạt đến hoặc vượt quá tuổi thọ phục vụ tính đến giữa những năm 1970. Chiếc Thunderchief được chính thức nghỉ hưu vào ngày 25 tháng 2 năm 1984. Chiếc F-105 được thay thế bằng kiểu máy bay F-4 Phantom II.
Vào năm 1964, những chiếc F-105B được cải biến đặc biệt, với các đối trọng thay chỗ khẩu pháo Vulcan, thân và cánh được gia cố nhiều điểm để thực hiện thao diễn, và bổ sung thêm một bộ tạo khói màu, đã bay một thời gian ngắn cùng đội thao diễn hàng không Thunderbirds của Không quân Hoa Kỳ. Nhưng chỉ sau sáu buổi biểu diễn, một tai nạn chết người do quá tải khung máy bay đã buộc phải quay trở lại sử dụng những chiếc F-100 Super Sabre.

## Các phiên bản
YF-105A
Hai chiếc nguyên mẫu.
YF-105B
Bốn chiếc phiên bản tiền sản xuất.
F-105B
Phiên bản sản xuất hàng loạt đầu tiên. Có 75 chiếc được chế tạo.
JF-105B
Máy bay thử nghiệm được cải biến từ khung máy bay RF-105B. Có ba chiếc được cải biến.
RF-105B
Phiên bản trinh sát hình ảnh được đề nghị từ phiên bản F-105B; không được chế tạo.
F-105C
Phiên bản huấn luyện có bộ điều khiển kép được đề nghị; bị hủy bỏ vào năm 1957, không được chế tạo.
F-105D
Phiên bản sản xuất cuối cùng, có khả năng hoạt động trong mọi điều kiện thời tiết nhờ thiết bị điện tử tiên tiến, bay chuyến bay đầu tiên vào ngày 9 tháng 6 năm 1959. Có 610 chiếc được chế tạo.
RF-105D
Phiên bản trinh sát hình ảnh được đề nghị từ phiên bản F-105D; không được chế tạo.
F-105E
Phiên bản huấn luyện có bộ điều khiển kép được đề nghị từ phiên bản F-105D; bị hủy bỏ vào năm 1959, không được chế tạo.
F-105F
Phiên bản huấn luyện hai chỗ ngồi của kiểu F-105D, có khả năng chiến đấu hoàn toàn, bay chuyến bay đầu tiên vào ngày 11 tháng 6 năm 1963. Có 143 chiếc được chế tạo.
EF-105F
Phiên bản SEAD/Wild Weasel ban đầu. Có 86 chiếc được chế tạo.
F-105G
Phiên bản Wild Weasel SEAD hai chỗ ngồi. Có 61 chiếc được cải biến từ kiểu EF-105F và F-105F.

## Các nước sử dụng
Hoa Kỳ
- Được sử dụng bởi Không quân Hoa Kỳ

## Đặc điểm kỹ thuật (F-105D)

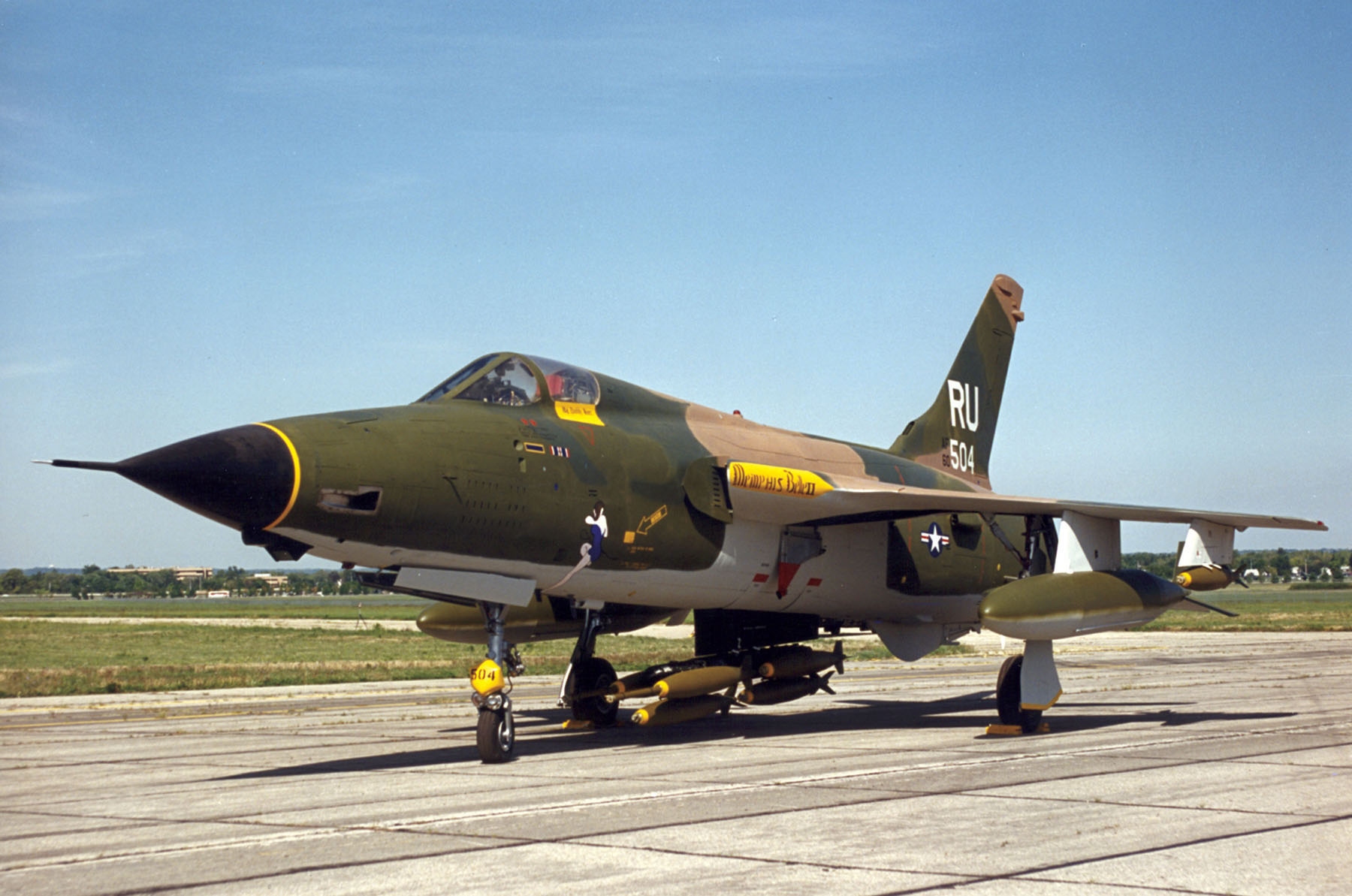
Republic F-105D Thunderchief tại Bảo tàng Quốc gia Không quân Hoa Kỳ.

Nguồn: The Great Book of Fighters and Quest for Performance 

### Đặc tính chung
- Đội bay: 01 người(về sau là 2 người)
- Chiều dài: 19,63 m (64 ft 5 in)
- Sải cánh: 10,65 m (34 ft 11 in)
- Chiều cao: 5,99 m (19 ft 8 in)
- Diện tích bề mặt cánh: 35,76 m² (385 ft²)
- Kiểu cánh: NACA 65A005.5 root, NACA 65A003.7 tip
- Diện tích cản: 0,62 m² (6,65 ft²)
- Hệ số nâng/lực cản: 0,0173
- Tỉ lệ dài/rộng cánh: 3,16
- Lực nâng của cánh: 452 kg/m² (93 lb/ft²)
- Trọng lượng không tải: 12.470 kg (27.500 lb)
- Trọng lượng có tải: 16.165 kg (35.637 lb)
- Trọng lượng cất cánh tối đa: 23.834 kg (52.546 lb)
- Tải trọng vũ khí: 6.700 kg (14.000 lb)
- Động cơ: 1 x động cơ Pratt & Whitney J75-P-19W turbo phản lực có đốt sau và phun nước, lực đẩy 26.500 lbf (118 kN)

### Đặc tính bay
- Tốc độ lớn nhất: 2.208 km/h (Mach 2,08, 1.372 mph) ở độ cao 11.000 m (36.000 ft)
- Tầm bay tối đa: 3.550 km (1.920 nm, 2.210 mi)
- Bán kính chiến đấu: 1.250 km (680 nm, 780 mi)
- Trần bay: 14.800 m (48.500 ft)
- Tốc độ lên cao: 195 m/s (38.500 ft/min); mất 1,7 phút để lên cao 11.000 m (35.000 ft)
- Tỉ lệ lực đẩy/khối lượng: 0,74
- Tỉ lệ lực nâng/lực cản: 10,4

### Vũ khí
- 1 x pháo M61 Vulcan 20 mm (0,787 in), 1.028 viên đạn
- Cho đến 6.350 kg (14.000 lb) vũ khí trong khoang bom và trên năm đế cánh, bao gồm:
  - bom thông thường và bom hạt nhân
  - tên lửa không-đối-không AIM-9 Sidewinder
  - tên lửa không-đối-đất AGM-12 Bullpup

### Thiết bị điện tử
- Hệ thống kiểm soát hỏa lực AN/ASG-19 Thunderstick
- radar NASARR R-14A
- radar AN/RNA-85 LORAN (AN/RNA-92 trên những máy bay cải tiến theo chuẩn Thunderstick II)

## Nội dung liên quan

### Máy bay liên quan
- F-84F Thunderstreak

### Máy bay tương tự
- Sukhoi Su-17

### Trình tự thiết kế
- F-102 - XF-103 - F-104 - F-105 - F-106 - YF-107 - XF-108

### Danh sách liên quan
- Danh sách máy bay chiến đấu
- Danh sách máy bay quân sự Hoa Kỳ